# Miloslav Kučera (sociální demokrat)
Miloslav Kučera (4. března 1942 Chlumec nad Cidlinou – 31. července 2018) byl český divadelní režisér a sociálně demokratický politik, v letech 1996–2002 poslanec Parlamentu České republiky.

## Profesní kariéra
Na Divadelní fakultě Akademie múzických umění v Praze vystudoval v letech 1959–67 obor divadelní režie (MgA.), v akademickém roce 1972–73 pak na stejné fakultě dokončil postgraduálně pedagogiku. Od roku 1963 působil jako režisér po čtyři léta v ostravském Divadle Petra Bezruče a spolupracoval s Českým rozhlasem Hradec Králové.
Profil životopisu na stránkách města Pardubice uvádí, že v období 1970-1990 měl zakázanou profesionální kulturní činnost a po sametové revoluci byl rehabilitován. Od roku 1991 pracoval jedenáct let ve Východočeském divadle Pardubice, na pozicích dramaturga a následně i ředitele. V období 1996–98 byl současně uměleckým vedoucím Horáckého divadla v Jihlavě. Autorsky se podílel na několika divadelních hrách a písňových textech.
Vyučoval na Pedagogické fakultě v Hradci Králové, lidové škole umění v Chotěboři a v letech 1979–94 na Konzervatoři Pardubice. Pracoval
ve Výzkumném ústavu pedagogickém a byl logopedickým poradcem v pardubické nemocnici.
Je předsedou dozorčí rady festivalu České doteky hudby.

### Politická kariéra
Od roku 1960 byl deset let členem Komunistické strany Československa, ze které byl v roce 1970 vyloučen. Roku 1995 vstoupil do České strany sociálně demokratické.
Po sametové revoluci dva roky vedl odbor kultury na Magistrátu města Pardubice a následně zde zastával další řídící pozice. V letech 2002–2005 byl vedoucím Úřadu Rady pro rozhlasové a televizní vysílání a v období 2006–2007 tajemníkem náměstkyně ministra kultury České republiky.
V letech 1994–1998 zastával funkce zastupitele a radního Pardubic, současně v období 1994–1996 zastupitelem městského obvodu Pardubice VII, v němž k roku 2010 opět zasedal od roku 2006.
Ve volbách v roce 1996 byl zvolen do poslanecké sněmovny za ČSSD (volební obvod Východočeský kraj). Křeslo ve sněmovně obhájil ve volbách v roce 1998 a v parlamentu setrval do voleb v roce 2002. Byl členem sněmovního výboru pro vědu, vzdělání, kulturu, mládež a tělovýchovu (v letech 1998-2002 jeho místopředsedou).

## Kritika
Přes fakt jeho vyloučení z KSČ v roce 1970 média upozornila na to, že za normalizace koncem 80. let pracoval jako cenzor, když „psal ideologické posudky na písňové texty amatérských skupin – ty, které nedoporučil, měly smůlu a na veřejné vystupování mohly zapomenout,“ což ve svém životopise neuvádí.